# Moro (Oregon)
Moro is een plaats (city) in de Amerikaanse staat Oregon, en valt bestuurlijk gezien onder Sherman County.

## Demografie
Bij de volkstelling in 2000 werd het aantal inwoners vastgesteld op 337. In 2006 is het aantal inwoners door het United States Census Bureau geschat op 291, een daling van 46 (-13,6%).

## Geografie
Volgens het United States Census Bureau beslaat de plaats een oppervlakte van 1,3 km², geheel bestaande uit land. Moro ligt op ongeveer 505 m boven zeeniveau.

## Plaatsen in de nabije omgeving
De onderstaande figuur toont nabijgelegen plaatsen in een straal van 24 km rond Moro.